# Allgemeine Zeitung (Windhoek)
Die Allgemeine Zeitung ist eine in Windhoek erscheinende Zeitung. Sie ist die älteste Tageszeitung Namibias und die einzige deutschsprachige Tageszeitung Afrikas.
Zum 100-jährigen Bestehen wurde am 5. April 2016 ein Ersttagsbrief der Namibia Post mit der Allgemeinen Zeitung veröffentlicht.

## Profil
Die Allgemeine Zeitung versteht sich bewusst als namibische Zeitung. Sie wird von rund zehn Redakteuren gestaltet; die Mitarbeiter sind in der Mehrzahl gebürtige und eingebürgerte Namibier. Die Zeitung ist liberal-konservativ ausgerichtet.
Mit einer Auflage von etwa 4000 Exemplaren (montags bis donnerstags, acht bis zwölf Seiten) bis etwa 6000 Exemplaren (freitags, bis zu 16 Seiten) (Stand Mai 2022) wird die AZ in fast allen deutschsprachigen Haushalten Namibias (mit etwa 22.000 Menschen) gelesen. Einige hundert Zeitungen gehen auch nach Südafrika und – vor allem die größere Freitagsausgabe – an Ex-Namibier und Freunde in Deutschland. Bis einschließlich März 2013 erschien die Zeitung einmal im Monat (am ersten Donnerstag im Monat) mit einer Tourismusbeilage Tourismus Namibia mit einer Auflage von etwa 10.000 Exemplaren. Seit April 2013 erscheint die Tourismusbeilage an jedem ersten Dienstag im Monat dreisprachig und in Zusammenarbeit mit den Schwesterzeitungen Die Republikein und Namibian Sun mit einer Auflage von bis zu 50.000 Exemplaren.
1991 wurde die Zeitung von Namibia Media Holdings (NMH) aufgekauft. Chefredakteur war zwischen 2004 und 2018 Stefan Fischer, der bis 2002 leitender Redakteur beim Cottbuser Märkischen Boten gewesen war. Neben der Allgemeinen Zeitung werden bei der NMH-eigenen Druckerei Newsprint Namibia unter anderem die afrikaanssprachige Schwesterzeitung Die Republikein und die Namibian Sun gedruckt. Seit April 2018 ist Frank Steffen Chefredakteur.
Für den Nachrichtendienst verwendete die AZ Meldungen der Agenturen u. a. Nampa, Reuters und der Deutschen Presse-Agentur.

## Geschichte

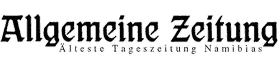
Schriftzug und Slogan der Allgemeinen Zeitung bis 11. Januar 2013

Die Allgemeine Zeitung wurde am 22. Juli 1916 durch Hans Berthold, den letzten Schriftleiter des Südwestboten, unter dem Namen Der Kriegsbote gegründet und informierte über die Ereignisse im Ersten Weltkrieg. Sie erschien dreimal die Woche als Untergrundzeitung anfangs mit dem Titel Kriegs-Korrespondenz. Als im Ergebnis der Kriegsereignisse die Kolonie Deutsch-Südwestafrika unter die Verwaltung des Völkerbundes kam, der sie auf Basis eines Mandats durch die Südafrikanische Union ausüben ließ, wurde sie am 1. Juli 1919 auf den heutigen Namen umbenannt.
Im Jahre 1937 wurde die Zeitung vom Verlag John Meinert Ltd. verlegt. Die täglich außer sonntags erschienene Zeitung hatte eine Auflage von etwa 1.800 Stück. Gelesen wurde die Zeitung von Deutschen in Windhoek und der Umgebung. Im Untertitel der Zeitung hieß es damals, die Zeitung trete für die Interessen des Deutschtums ein. Ab 1939 führte das Blatt vorübergehend den Titel Deutscher Beobachter: Zeitung der Deutschen Südwestafrikas, der 1942 wieder auf den alten Namen wechselte. Das kam durch einen Eigentümerwechsel. Der 1937 gegründete und unter dem Einfluss infiltrierter Nationalsozialisten stehende Deutsche Südwest Bund betrieb den Erwerb des Verlags und die Zeitung erhielt wie genannt einen anderen Namen. Es wurde auch die Swakopmunder Zeitung aufgekauft und danach eingestellt. Dadurch war zu dieser Zeit der Deutsche Beobachter die einzige deutschsprachige Zeitung in Südwestafrika.
Als weitere Druckmedien entstanden damals als Nebenausgaben der Zeitung Der Farmer, das Volksblatt im Eigentum des Arbeiterverbandes für Südwestafrika, der 1933 gegründete Karakulzüchter und die Heimat als deutsches evangelisches Gemeindeblatt für Afrika.
1978 wurde Diether Lauenstein Eigentümer der Zeitung, der den Chefredakteur Kurt Dahlmann entließ und die politische Ausrichtung radikal änderte. Die Allgemeine Zeitung hatte ab Mitte der 1970er Jahre unter Dahlmann für ein von Südafrika und dessen Apartheidspolitik unabhängiges Namibia plädiert und das allgemeine und freie Wahlrecht für alle Namibier gefordert. Die deutschsprachige Bevölkerung Namibias unterstützte diesen Kurs mehrheitlich. Lauenstein hingegen war auf der Seite der südafrika-freundlichen Minderheit; er übernahm die Chefredaktion zunächst selbst und versuchte die Zeitung rigoros auf einen Pro-Apartheid- und Anti-Unabhängigkeits-Kurs zu bringen. Im Jahre 1991 kam die Zeitung zu DMH (heute NMH).
Seit dem 14. Januar 2013 erscheint die Allgemeine Zeitung in komplett überarbeitetem Aussehen. Der Slogan wurde von Älteste Tageszeitung Namibias – Nachrichten auf gut Deutsch in Aktuell, Mittendrin, Für Dich geändert.